# Erin Foster
Erin Taylor Foster (* 23. srpen, 1982, Los Angeles, USA) je americká herečka.

## Kariéra
Před kamerou se poprvé objevila v roce 2002, a to konkrétně v seriálu Roswell. I nadále se vyskytovala spíše v menších seriálových rolích, vidět jsme jí mohli v sériích jako Dr. House, O.C., Kriminálka Las Vegas nebo Beze stopy.
Zahrála si také menší role v několika celovečerních filmech. K těm patří Cellular s Kim Basinger, Jasonem Stathamem či Chrisem Evansem v hlavních rolích, dále The Darkroom, kde se objevila představitelka seriálové Xeny Lucy Lawless, či Circle.

## Osobní život
Je dcerou známého hudebníka Davida Fostera, který psal či píše písně pro takové interprety, jakými jsou Céline Dion, Josh Groban nebo Michael Bublé. Její sestrou je další herečka, Sara Foster.

## Filmografie

### Filmy
- 2003 - Crave
- 2004 - Cellular
- 2006 - The Darkroom
- 2009 - He's Such a Girl
- 2010 - Circle

### Televizní filmy
- 2009 - Uvaříme, uvidíme

### Seriály
- 2002 - Roswell, Soudkyně Amy
- 2004 - Kriminálka Las Vegas, Reno 911!, Gilmorova děvčata
- 2005 - American Dreams, Dr. House
- 2005 - 2006 - O.C.
- 2007 - Beze stopy
- 2009 - Castle na zabití
- 2010 - Zákon a pořádek